# Ungarische Volleyballnationalmannschaft der Männer
Die ungarische Volleyballnationalmannschaft der Männer ist eine Auswahl der besten ungarischen Spieler, die den Verband Magyar Röplabda Szövetség bei internationalen Turnieren und Länderspielen repräsentiert.

## Geschichte

### Weltmeisterschaft
Ungarn war bei ersten Volleyball-Weltmeisterschaft 1949 dabei und wurde Siebter. 1952 erreichten die Ungarn als Fünfter ihr bestes Ergebnis. Bei den nächsten drei Turnieren belegten sie die Plätze acht, sechs und sieben. 1966 und 1970 kamen sie nicht mehr über die Ränge zehn und elf hinaus und 1974 fehlten sie zum ersten Mal. 1978 nahmen sie nochmal an der WM teil und belegten den 14. Platz.

### Olympische Spiele
Ungarn nahm nur am ersten olympischen Turnier 1964 in Tokio teil und erreichte den sechsten Rang. Auch für Peking 2008 konnte sich Ungarn nicht qualifizieren.

### Europameisterschaft
Gleich bei ihrer ersten Teilnahme an der Volleyball-Europameisterschaft wurden die Ungarn 1950 Dritter. Nach den Plätzen sieben (1955) und fünf (1958) erreichten sie 1963 das Endspiel gegen den Gastgeber Rumänien. Anschließend belegten sie die Ränge sechs und fünf, ehe sie 1975 nur Platz elf erreichten. Zwei Jahre später verpassten sie hingegen als Vierter nur knapp die Medaillenränge. 1979 schnitten sie als Achter wieder etwas schlechter ab und 1981 fehlten sie erstmals seit dreißig Jahren. Mit dem elften Platz verabschiedeten sie sich 1983 für lange Zeit von der Europameisterschaft. Danach konnten sie sich nur 2001 (Rang neun) noch mal qualifizieren.

### World Cup
Bei ihrer einzigen Teilnahme am World Cup wurden die Ungarn 1965 Siebter.

### Weltliga
Ungarn war nie an der Weltliga beteiligt.

### Europaliga
In der Europaliga spielte Ungarn ebenfalls nicht mit.